# Idioma puquina
El puquina o pukina (autoglotónimo: pukina juyai) fue o es una lengua andina, actualmente extinta, que era hablada en el altiplano del Collao y sus alrededores, en los territorios de los actuales Bolivia, Perú y Chile. A pesar del escaso material documentado sobre esta lengua, fue considerada una "lengua general" a la par que el quechua y el aimara en el siglo XVI. Aunque parece haberse extinguido en la primera mitad  siglo XIX, ha dejado una importante contribución léxica en la toponimia y en las lenguas de la región. Sin embargo, según el Instituto Plurinacional de Estudio de Lenguas y Culturas (IPELC), está en situación de estudio y posiblemente extinta, con una pequeña posibilidad de que existan hablantes nativos.
El principal documento indubitablemente puquina lo forman un conjunto de oraciones en la lengua publicadas en 1607 como parte del Rituale seu Manuale Peruanum de Luis Jerónimo de Oré. Asimismo, el origen de buena parte del vocabulario del idioma kallawaya se ha identificado como de origen puquina. Respecto de su rol en el pasado prehispánico, por una parte, se ha propuesto su vinculación con la civilización tiahuanacota, e incluso con sus antecesoras, las culturas pucará y chiripa. Por otra parte, se ha propuesto que el grupo étnico de los fundadores de la civilización inca habría tenido un origen puquina-hablante e, incluso, que la llamada "lengua particular de los incas" habría sido una variedad de sustrato puquina.
Durante el siglo XX, se propuso la identidad o el parentesco lingüístico del puquina histórico con las lenguas de la familia uru-chipaya, relación que ha sido desmentida por los especialistas a través de la comparación léxica. Del mismo modo, se sabe que hasta hoy algunos grupos hablantes de las lenguas de esta otra familia lingüística utilizan el glotónimo puquina para referir a sus lenguas, lo que hace necesario prevenir confusiones.
Desde la promulgación de la Constitución Política de 2009, el puquina es jurídicamente una de las 36 lenguas indígenas oficiales del Estado Plurinacional de Bolivia.

## Historia
Los únicos textos escritos en puquina que se conocen son los publicados en el Manuale seu Rituale Peruanum del franciscano huamanguino Luis Jerónimo de Oré, impreso en Nápoles en 1607, según el ejemplar encontrado en la Biblioteca Nacional de París. Según anotación del propio Oré, estos serían una versión ampliada de una versión previa, hoy perdida, preparada por Alonso de Barzana, que según otras versiones se habría editado en Lima en 1594. El corpus de Oré constituye el único material que se considera indubitablemente asignable a la lengua.
Respecto de la prehistoria andina, en base a la evidencia toponímica y cronística, es hoy consensual entre los investigadores que la lengua tuvo una presencia bastante antigua en el altiplano andino, por lo menos remontable un milenio antes del presente, a diferencia del quechua y el aimara. Consecuentemente, se ha propuesto la correlación entre la cultura tiahuanaco y esta lengua, así como con sus antecesoras, las culturas pucará y chiripa. Tras el declive tiahuanacota, el proto-aimara sureño y el proto-quechua sureño habrían ido desplazando a la antigua lengua altiplánica.
Para el momento de la colonización española, el puquina habría cedido ya bastante su antigua hegemonía, pero habría sido lo suficientemente hablada en la región de Arequipa como para que en 1575 el virrey Francisco de Toledo la haya considerado una "lengua general" y haya mandado doctrinar en la lengua. Hacia el año 1600, de un total de 140 parroquias en el obispado de Charcas, 20 de ellas (el 14,3 %) incluían población autóctona que hablaba la lengua puquina. Su número en estas parroquias era suficiente como para requerir que el cura párroco —o sus ayudantes— conociesen el idioma. Solo una parroquia —compuesta por dos pueblos, Coata y Capachica (Copia 1600, n.º 55)— estaba habitada exclusivamente por puquinahablantes. Esta se ubicaba en el corregimiento o provincia de Paucarcolla en el actual departamento peruano de Puno.
La desaparición de esta lengua se produce a fines del siglo XVIII; los últimos registros de hablantes Puquinas proviene de contados textos donde se constató, además, que en una fecha tan tardía como la primera mitad del siglo XVII (1638), las constituciones del primer sínodo del obispo de Arequipa ordenaban a «los curas de los pueblos de Arrumas (Carumas), Ilabaya y Locumba que son los que mejor conocen la lengua traduzcan en esta lengua un catecismo y diversas oraciones». Según la Visita de Antonio Álvarez y Jiménez (1792), Gobernador-Intendente de la Intendencia de Arequipa, se consideraba como necesaria «la abolición de la lengua, no siendo fácil el aprendizaje en muchos pueblos de los partidos de Condesuyo, Caylloma, Arequipa, Moquegua, Arica y Tarapaca que en su mayoría hablan el quechua y aymara».

### Actualidad
Según el Instituto Plurinacional de Estudio de Lenguas y Culturas (IPELC) está en situación de estudio y posiblemente esta extinta, con una pequeña posibilidad de que hayan hablantes nativos.

### Posible rol en el surgimiento de lacivilización incaica
La hipótesis puquinista sobre el origen de la civilización incaica parte de atribuir verosimilitud a la tradición oral recogida por los cronistas que adjudicaba una procedencia altiplánica (zona puquina-hablante) a los fundadores de esa civilización y el futuro imperio incaico. A dicha evidencia se le suman las noticias cronísticas, principalmente garcilasianas, sobre la existencia de un "lenguaje particular" de la nobleza incaica. El principal elaborador de esta hipótesis ha sido el destacado lingüista peruano Rodolfo Cerrón-Palomino.
Se trata de un modelo sobre un proceso de migración y de sustitución lingüística posiblemente ocurrido a lo largo los siglos posteriores al colapso de la civilización Tiahuanaco. Si bien existe amplia toponimia puquina en el valle del Cuzco, esto ha sido atribuido a una presencia puquina muy temprana en la zona (alrededor del Horizonte Temprano), de la que luego habría desaparecido. Según el modelo puquinista sobre los incas, el grupo étnico fundador de la civilización incaica habría sido de origen étnico altiplánico colla y puquina-hablante. Habrían migrado en dirección noroeste poco tiempo después del colapso del imperio tiahuanacota, circa el año 1200 d. C. Una vez asentados en la zona aimara-hablante del Cuzco, la elite del curacazgo incaico habría abandonado su lengua de origen, conservándola únicamente en ciertos términos institucionales y nombres propios. Se ha propuesto también que el llamado "lenguaje particular de los incas" habría sido o una variedad puquina o una variedad aimara con rasgos de pronunciación y léxico puquinas. Esta propuesta se ve limitada por el carácter escasamente documentado del idioma puquina altiplánico y la poca evidencia cronística en ese sentido. Cerrón-Palomino ha propuesto la premisa metodológica de atribuir a esa lengua buena parte del léxico indígena surperuano y del altiplano del Collao que no sea atribuible a las lenguas protoquechua, protoaimara ni proto-uro, premisa que ha sido objetada por otros investigadores. Ese investigador ha ofrecido múltiples etimologías puquinas de términos incaicos en diversos trabajos, así como de algunos morfemas quechuas y aimaras.
El destacado lingüista Alfredo Torero, estudioso del idioma puquina, fue uno de los críticos tempranos de la hipótesis puquinista. En su último libro, de 2002, "Idiomas de los Andes" sostuvo lo siguiente:

Tras estas réplicas y otras argumentaciones nuestras a propósito de la relación quechua-aru que vertimos en un trabajo de 1998, Rodolfo Cerrón, en un giro casi completo, asumió meses después nuestra tesis, mas envolviéndose -como es habitual en él- en un una cortina de humo en forma de ‘críticas’ a las interpretaciones nuestras y de Szeminski, ‘críticas’ tan desubicadas y tan fácilmente refutables, que parecieran movidas por profundas ignorancias y fobias(Cerrón, 1998).
 
En un nuevo artículo, «Tras las huellas del aimara cuzqueño» (1999), nuestro ex discípulo se limita a reiterar sus argumentos de un año antes, por lo que nuestras observaciones se referirán a su primer artículo.
 
Para medir (si cabe) la magnitud de los traspiés que da, reproducimos aquí el análisis que hicimos del cantar en 1994, y algunas notas con que sustentamos, entonces y ahora, nuestro convencimiento de estar ante una muestra de un idioma aru, y no de uno puquina.
Alfredo Torero Fernández de Córdova

Torero está convencido de que el "lenguaje particular de los incas" fue una variante de la familia lingüística Aru (mal llamado "familia aimaraica"); sus principales argumentos son las siguientes:

a) si hubiese sido en puquina, que era en la época la ‘tercera lengua general del Perú’ y tocaba las puertas del Cuzco, tampoco habría sido secreta;
b) la observación de Murúa, si la damos por bien cimentada, es una garantía para descartar al puquina, puesto que el fraile mercedario doctrinaba en el Altiplano y al pie de poblaciones puquinas, cuya habla habría reconocido;

c) en el cantar, nosotros habíamos detectado «una lengua aru» o una variedad aymara «con rasgos divergentes», no -digamos- el aymara lupaca de Bertonio. Ahora la situación es más clara: la divergencia de este ‘idioma particular inga’ respecto del aymara había alcanzado un grado similar al de las lenguas cauquis usadas actualmente en Tupe y en Cachuy, Yauyos, y antes en Huarochirí,o al de las «hahuasimis» de Lucanas o de la «lengua chumbivilca» del siglo XVI, a ninguna de las cuales se llegó a reconocer ni siquiera como semejantes al aymara, pese a pertenecer a la misma familia.
Alfredo Fernández de Córdova

## Descripción lingüística
Las investigaciones sobre las características lingüísticas del puquina se realizan a partir del corpus de Oré (junto a algunas noticias cronísticas menores), y a partir de la evidencia léxica y onomástica (principalmente toponímica) de la región. Entre los lingüistas que han estudiado tales fuentes se encuentran el francés Raoul de la Grasserie a finales del siglo XIX, y, más recientemente, Alfredo Torero, Rodolfo Cerrón Palomino, Federico Aguiló,Willem Adelaar, Simon van de Kerke y Nicholas Emlen.

### Hipótesis sobre su clasificación
El puquina se considera una lengua aislada ya que no ha podido probarse firmemente parentescos con ninguna otra lengua de la región andina, ni de otras partes de América del Sur. Se ha sugerido una relación con las lenguas arahuacas, sobre la base de algunas marcas posesivas (1.ª no-, 2.ª pi-, 3.ª ču-) similares a las formas de sujeto de dichas lenguas (1.ª *nu-, 2.ª *pi-, 3.ª *tʰu-). Jolkesky (2016:310-317) ha presentado, además, posibles cognados lexicales entre el puquina y lenguas arahuacas, proponiendo que dicha lengua pertenece al putativo tronco macro-arahuaco. Sin embargo, tal hipótesis aún carece de una comprobación científica contundente.
Al respecto, Adelaar y van de Kerke (2009:126) señalan que si de hecho el puquina forma parte de las lenguas arahuacas, su separación de esta familia debe haber ocurrido en una fecha relativamente temprana; por ello, como sugieren los autores, es importante que la posición del puquina sea tomada en cuenta en el debate aún abierto del origen geográfico de la familia arahuaca, Tal consideración fue retomada por Jolkesky (op.cit., 611-616) en su modelo arqueo-ecolingüístico de diversificación de lenguas macro-arahuacas. Según este autor, el proto-macro-arahuaco habría sido hablado en la cuenca del Medio Ucayali en el inicio del 2.º milenio antes de nuestra era y sus hablantes habrían producido en dicha región la cerámica Tutishcainyo.

### Fonología
Según Adelaar y van de Kerke (2009: 128), hay indicaciones de que el puquina hacía una distinción entre las vocales a, e, i y o/u. A diferencia del quechua y el aimara, la oposición entre las vocales [e] y [i] en el puquina está bien establecida en los documentos. El contraste entre [o] y [u] es menos convincente, según los autores, aunque se encuentran ejemplos que sugieren tal contraste, como <no> ‘mi’ y <nu> ‘quién’. Es probable, además, la existencia de vocales largas, como se observa en los ejemplos <raago> ‘varón’ y <too-> ‘traer’.
En cuanto al sistema de consonantes, Adelaar y van de Kerke (2009: 128) señalan que las oclusivas sordas parecen haber ocupado cinco posiciones articulatorias: bilabial (p), alveolar (t), palatal (ch), velar (k) y postvelar (q). Como señalan los autores, todas las consonantes oclusivas parecen participar en procesos de suavización, que resultan en oclusivas sonoras (g, G) o en resonantes (w, r, ll). Es probable, además, la existencia de un proceso de endurecimiento consonántico, opuesto al anterior, que puede ocasionar una pérdida parcial de la nasalidad en consonantes nasales. Al lado de las oclusivas simples, el puquina presenta una serie de combinaciones consonánticas con s inicial, como p.ej. sper ‘cuatro’, huc.sto ‘uno’.
El inventario consonántico puquina incluye, además, tres nasales (n, m, ñ) con sus respectivas variantes semidesnazalizadas, una lateral o africada sonora palatal (ll), una vibrante (r) y dos semi-vocales (w, y). Torero (2002) distingue, además, tres fricativas (s, sh, h). Según Adelaar y van de Kerke (2009:130), la existencia de una oclusión glotal al interior de la palabra parece obvia, como se observa en <se e ~ sehe> ‘corazón’, donde la oclusión glotal es representada como un vacío o como <h>.
|                     | Bilabial | Alveolar | Postalveolar | Palatal   | Velar | Uvular  | Glotal  |
| ------------------- | -------- | -------- | ------------ | --------- | ----- | ------- | ------- |
| Nasal               | m        | n        |              | /ɲ/ ñ     |       |         |         |
| Oclusiva            | p        | t        |              | /c/ ch    | k     | q       | /ʔ/ h   |
| Fricativa           |          | s        | /ʃ/ sh       |           |       | /χ~h/ h | /χ~h/ h |
| Aproximante Lateral |          |          |              | /ɟʎ̝~ʎ/ ll |       |         |         |
| Vibrante            |          | r        |              |           |       |         |         |

### Comparación léxica
Los pronombres personales del puquina revelan el uso de sufijos de plural procedentes del quechua, así como terminaciones para la primera persona inclusiva y exclusiva tomados también del quechua. Sin embargo, la forma básica de la raíces pronominales no muestra similitudes con ninguna otra lengua andina vecina del puquina:
| GLOSA                      | Puquina        | proto- Uru-chipaya          | proto- Quechua | proto- Aimara | proto- Arawak         |
| -------------------------- | -------------- | --------------------------- | -------------- | ------------- | --------------------- |
| 1.ª persona singular       | nisi, ni       | *wir-                       | *nuqa          | *naya         | *nʊ- / (*-na)         |
| 2.ª persona singular       | chuu, pi       | *am(t)                      | *qam           | *huma         | *pɨ-                  |
| 3.ª persona singular       | chuynin, chu   | *ni (masc) *am (fem)        | *pay           | *hupa         | *ri (masc) *thu (fem) |
| 1.ª persona plural (incl.) | nisinchis, señ | *ucum                       | *nuqanchik     | *jiwasa       | *wa-                  |
| 1.ª persona plural (excl.) | nisiyku        | *ucum                       | *nuqaniku      | *na(naka)     | *wa-                  |
| 2.ª persona plural         | chuukuna       | *amcuk                      | *qamkuna       | *huma(naka)   | *hi-                  |
| 3.ª persona plural         | chuyninkux     | *ninaka (masc) *ninak (fem) | *paykuna       | *hupa(naka)   | *na-                  |

Las formas breves mencionadas por Adelaar son usadas en contextos restringidos.
Los numerales comparados con las mismas familias anteriores son:
| GLOSA | Chipaya | Uru     | Puquina | Colla | proto- arawak | proto-aru | proto- quechua |
| ----- | ------- | ------- | ------- | ----- | ------------- | --------- | -------------- |
| 1     | tsi     | ši      | pesk    | uksi  | *aba-         | *maya     | *suk           |
| 2     | pišk    | piske   | so      | sū    | *pʊhinama     | *paya     | *iškay         |
| 3     | čep     | čep     | kapak   | kapi  | *kama- *mapa- |           | *kimsa         |
| 4     | paxpix  | pácpic  | sper    | pily  | *pinti        | *pusi     | *çusku         |
| 5     |         | paanucu | takpa   | čisma |               |           | *picqa         |
| 6     |         | pacchui | čiču    | taxwa |               |           | *suqta         |
| 7     |         | tohoro  | stu     | qaxsi |               |           | *qançis        |
| 8     |         | cohonco | kino    | wasa  |               |           | *pusaq         |
| 9     |         | sankau  | čeka    | nuki  |               |           | *isqun         |
| 10    |         | kalo    | skata   | qhoča | *             |           | *çunka         |

### Morfosintaxis
En cuanto a los rasgos morfosintácticos del puquina, se puede señalar lo siguiente (Adelaar y van de Kerke, 2009: 130-142):
- Desde el punto de vista morfológico, el puquina puede ser considerado como una lengua híbrida. En la morfología verbal predomina la estructura aglutinativa y sufijadora, así como en las lenguas andinas aimara y quechua; sin embargo, el sustantivo exhibe un sistema de posesores personales parecido en forma y función a aquel de las lenguas arahuacas amazónicas y totalmente distinto de lo que se suele encontrar en el quechua y en el aimara. Estas marcas de posesión personal se comportan como elementos proclíticos, como se observa en (1):

| (1) | no                   | atot   | hucha-ø-ø-(a)nch   |
|     | 1.PSR                | grande | pecado-COP-3.S-DCL |
|     | ‘Es mi gran pecado.’ |        |                    |

- En cuanto a la marcación de relaciones que unen la frase nominal con el verbo en calidad de complemento circunstancial, el puquina hace uso de sufijos y posposiciones de caso, y en ese sentido se acerca más a las lenguas centroandinas. El papel de objeto queda muchas veces sin marca, aunque en algunos ejemplos se encuentra un sufijo -c ~ -x, que parece indicar un objeto o una meta. La función de sujeto no se marca, pero sí el agente ergativo de tercera persona, cuya terminación es -s (~ -sa). Por su carácter ergativo, el puquina figura como un caso único dentro de las lenguas centroandinas.
- En lo que respecta a la morfología nominal específicamente, además de la marcación de persona poseedora a través de proclíticos, el puquina dispone de un sufijo, -gata, para marcar número en los sustantivos, como en atago-gata [mujer-PL] 'mujeres'. Se observan también procesos de reduplicación para marcar pluralidad, como p.ej. coacoa ‘ídolos’. El puquina presenta, además, diversos marcadores de caso, tales como -s ‘ergativo’, -c ~ -x ‘acusativo', -guta(c) ‘alativo’, -na y -ut ‘locativos’, entre otros. A manera de ejemplo, se presenta la siguiente oración puquina, en la que se observa los casos instrumental coordinativo (INS) y locativo (LOC):

| (2) | ni-ch                                                                    | baptiza-gue-nch  | Iqui-m    | Chuscu-m | Spiritu sancto-m   | men-ut     |
|     | yo-ERG                                                                   | bautizar-1.S-DCL | Padre-INS | Hijo-INS | Espíritu Santo-INS | nombre-LOC |
|     | ‘‘Yo te bautizo en el nombre del Padre, del Hijo y del Espíritu Santo.’’ |                  |           |          |                    |            |

- Como señalan Adelaar y van de Kerke (2009: 134), un fenómeno particular del puquina, en lo que respecta a la morfología nominal, es la existencia de marcas del vocativo, como se observa en (3):

| (3) | apu-re                       | Iesu Cristo |
|     | Señor-VOC                    | Jesucristo  |
|     | ‘¡oh gran Señor Jesucristo!’ |             |

- En cuanto a la morfología verbal, el puquina marca la persona de sujeto en el verbo, además presenta distintas combinaciones de sujeto y objeto, conocidas también como 'transiciones'. Se observa también un sufijo -s ‘inverso’ para indicar que la terminación no refiere al actor, sino a un paciente. La pluralidad (de sujeto u objeto) se indica agregando el sufijo -(e)n antes de las terminaciones de persona o de la marca de inverso, como se observa en (4):

| (4) | pampacha-(e)n-s-que-(a)nch |
|     | perdonar-PL-INV-1.S-DCL    |
|     | ‘Él nos perdona.’          |

- El tiempo futuro se indica en el verbo mediante un sufijo -qui ~ ‑que ~ -gui ~ -gue, como se observa en (5). Aparte del futuro, los documentos no proporcionan mayor información sobre los tiempos verbales del puquina. Sí se registran, sin embargo, algunas formas del modo imperativo (IMP), como en (6), y potencial (POT), como en (7):

| (5) | apa                           | pampacha-qui-en-s-p-anch    |
|     | no                            | perdonar-FUT-PL-INV-2.S-DCL |
|     | ‘No les va a perdonar a uds.’ |                             |

| (6) | holla-suma       |
|     | hablar-2.IMP>1.O |
|     | ‘¡Háblame!’      |

| (7) | pacta                                             | Dios | yqui-s    | katto    | pacas-guta | paña-gue-s-pi-(i)sca  |
|     | cuidado                                           | Dios | padre-ERG | interior | mundo-AL   | echar-FUT-INV-2.S-POT |
|     | ‘¡Cuidado que Dios no te vaya echar al infierno!’ |      |           |          |            |                       |

- Un rasgo importante de la morfosintaxis del puquina es la nominalización, la cual se realiza a través de tres sufijo: -no, -eno y -su.  Mediante el sufijo ‑no se forma un infinitivo, que se refiere a la acción en forma abstracta, como p.ej. halla-no [morir-INF] 'morir', 'muerte'. Este nominalizador es usado también para presentar la acción como obligación o necesidad. El sufijo -eno indica un agentivo y refiere a la persona que ejecuta la acción expresada por la base verbal, como p.ej. hall(a)-eno [morir-AG] 'el que muere'. El sufijo -su (o ‑so) marca un participio pasivo, es decir, la persona o el objeto afectados por la acción expresada por la base verbal, como p.ej. casara-so [casar-PTCP] 'casado'
- El puquina presenta, además, procesos de subordinación, que se parecen mucho a aquellos del quechua. Cuando los sujetos de la cláusula subordinada y la cláusula matriz son idénticos, se utiliza la terminación -tahua ~ -rahua ~ -lahua ~ -pahua, como se observa en (8). Cuando los sujetos de ambas cláusulas son diferentes, se utiliza la forma asu, como en (9).

| (8) | po                           | sehe    | sip-sca-tahua   | a-ta        |
|     | 2.PSR                        | corazón | golpear-RFL-SUB | decir-2.IMP |
|     | ‘¡Golpeándote el pecho di …! |         |                 |             |

| (9) | apa                        | confessa-sca-pi  | asu-ga  |
|     | no                         | confesar-RFL-2.S | SUB-TOP |
|     | ‘cuando no te confiesas …’ |                  |         |

- En puquina, existen distintas maneras para expresar el verbo 'ser',  como, por ejemplo, a través del verbo caha-, que indica existencia, como en (10), a través del verbo cuma ‘sentarse’, como en (11), o a través de un verbo auxiliar 'cero', como en (12):

| (10) | ucsto-nca                    | çapa  | Dios | caha-ø-(a)ñ-ao    |
|      | uno-ASG                      | único | Dios | estar-3.S-DCL-ENF |
|      | ‘Existe solo un Dios único.’ |       |      |                   |

| (11) | taga-so              | cuma-ø-(a)ñ-ao       |
|      | enterrar-PTCP        | sentarse-3.S-DCL-ENF |
|      | ‘Él está enterrado.’ |                      |

| (12) | no                     | se e-na-ø-v-añ-ao           |
|      | 1.PSR                  | corazón-LOC-COP-2.S-DCL-ENF |
|      | ‘Estás en mi corazón.’ |                             |

- El puquina presenta, además, varios sufijos o clíticos que funcionan en el nivel del discurso o de la oración, como p.ej. el sufijo -(i)y que aparece en preguntas, como en (13):

| (13) | quiñ                  | hata-nu-ø-y       |
|      | qué                   | querer-PL-3.S-INT |
|      | ‘¿Qué quieren ellos?’ |                   |

## Muestra de texto
Algunos textos en puquina:

### El Padre Nuestro
Señ Iki, hanigo-paqas-kuna-na ascheno, Po Mana upallisso hanta
Nuestro Padre, que en los cielos estás, Tu Nombre santificado sea,
Po qapa-qa aschano señ-guta wachunta.
Tu reino existente, a nosotros venga.
Po hatano kallaqano hanta.
Tu voluntad realizada sea.
Kiguri hanigo-paqas-na ehe, qo qa-paqasna hamp.
Así como en los cielos, también en este reino sea.
Qaa gamen-qe yeye-sumano señ-guta gamen señ t'anta.
Hoy día danos a nosotros, el pan nuestro diario.
Señ jucha-qe pampache-sumao, kguri señ-guta juchachasqeno-guta
Nuestras ofensas perdónanos, así como a quienes nos ofendieron
pampachaganch-kagu.
nosotros perdonamos.
Ama ehe akro-sumao jucha-guta señ hotona,
No que caigamos en el pecado permitas.
Ena-hata señ q'espirin-sumao.
Antes bien, líbranos (del mal).

### Oración "Yo confieso a Dios"
Ni juchasapa, win atipeno Dius-guta confesasqaqench, wiñaya Virgen
Yo pecador, al Todopoderoso Dios me confieso, a la siempre Virgen
Maria-guta, San Miguel Arcangel-guta, S. Juan Bautista-guta,
Aposto! María, a San Miguel Arcángel, a San Juan Bautista, a los
kuna-guta, qoma santo-kuna-guta. Pi, Pateros-guta hamp, huntu
apóstoles, y a todos los santos. Y a ti, Padre (quien sea), mucho he
ju-chachasqaqench. Ki illnm, jollassum, qallaqano hamp.
pecado. De pensamiento, palabra, y de obra que sea.
Juchachasqaqench, juchachasqaqench, huntu juchachasqaqench.
Porque he pecado, porque he pecado, porque mucho he pecado.
Qo wichna upalliqench wiñaya Virgen María,... etc. Qoma santokuna
Por esto suplico a la siempre Virgen María,... etc. A todos los
Pi, Padrena hamp, Señ Dius Apu upallino wichna.
santos, y tú, Padre, quien seas, ruega a nuestro Dios y Señor.